# Sisobalauru
Sisobalauru is een bestuurslaag in het regentschap Nias van de provincie Noord-Sumatra, Indonesië. Sisobalauru telt 994 inwoners (volkstelling 2010).